# 4-Starr Collection
4-Starr Collection — сборник в формате мини-альбома группы Ringo Starr & His All-Starr Band, выпущенный в 1995 году лейблом Ryko в сотрудничестве с Discover Credit Cards; номер по каталогу VRCD0264.

## Об альбоме
4-Starr Collection выпущен исключительно в рекламных целях (англ. promo), не для продажи. Треки 1 и 4 записаны во время выступления группы на джазовом фестивале в Монтрё 13 июля 1992 (более подробно это выступление отражено на концертном альбоме Ringo Starr and His All Starr Band Volume 2: Live from Montreux, где эти треки также присутствуют). Треки 2 и 3 записаны в 1989, также на концертах группы, присутствуют на концертном альбоме Ringo Starr and His All-Starr Band.

## Список композиций
| №  | Название                             | Автор(ы)                | Длительность |
| -- | ------------------------------------ | ----------------------- | ------------ |
| 1. | «Yellow Submarine»                   | Леннон — Маккартни      | 3:29         |
| 2. | «It Don’t Come Easy»                 | Ричард Старки           | 3:00         |
| 3. | «Photograph»                         | Старки, Джордж Харрисон | 4:16         |
| 4. | «With a Little Help from My Friends» | Леннон — Маккартни      | 6:41         |